# NGC 5286
NGC 5286 je kuglasti skup u zviježđu Centauru. 
Udaljen je oko 29.000 svjetlosnih godina od središta Kumove slame i time se nalazi u galaktičkom halou. Možda pripada Jednorogovom prstenu - zvjezdanoj sruji koja vjerojatno potječe od patuljaste galaktike koja se rasipa.
NGC 5286 je starosti 12,54 milijarde godine čime je među najstarijim kuglastim skupovima u Kumovoj slami (Mliječnom putu). Nije savršenog okrugla, nego je spljoštenosti 0,12.
Raspršenost brzine zvijezda u središtu skupa je (8,1 ± 1,0) km/s.
Prema kretanju zvijezda procijenjena je veličina središnje crne rupe na manje od 1% od ukupne mase kuglastog skupa. Gornja je granica šest tisuća puta veća od Sunčeve mase.

## Vanjske poveznice
- (engl.) SEDS: NGC 5286
- (engl.) Revidirani Novi opći katalog
- (engl.) Izvangalaktička baza podataka NASA-e i IPAC-a
- (engl.) Astronomska baza podataka SIMBAD
- (engl.) VizieR
- DSS-ova slika NGC 5286  Arhivirana inačica izvorne stranice od 4. ožujka 2016. (Wayback Machine)